# The Very Best of Sheryl Crow
The Very Best of Sheryl Crow è un album discografico di greatest hits della cantautrice statunitense Sheryl Crow, pubblicato nel 2003.

## Tracce
Edizione UK
1. All I Wanna Do – 4:34
2. Soak Up the Sun – 4:52
3. My Favorite Mistake – 4:07
4. The First Cut is the Deepest (inedito; cover di Cat Stevens) – 3:47
5. Everyday Is a Winding Road – 4:17
6. Leaving Las Vegas – 5:10
7. Strong Enough – 3:12
8. Light in Your Eyes (inedito) – 4:02
9. If It Makes You Happy – 5:25
10. Run Baby Run – 6:20
11. Picture (Kid Rock feat. Sheryl Crow) – 4:58
12. C'mon C'mon (feat. The Corrs; versione inedita) – 3:26
13. A Change Would Do You Good – 3:51
14. Home – 4:51
15. There Goes the Neighborhood – 5:04
16. I Shall Believe – 5:38
17. Let's Get Free (inedito, bonus track) – 3:44

Edizione USA
1. All I Wanna Do – 4:34
2. Soak Up the Sun – 4:52
3. My Favorite Mistake – 4:07
4. The First Cut Is the Deepest (inedito) – 3:47
5. Everyday Is a Winding Road – 4:17
6. Leaving Las Vegas – 5:10
7. Strong Enough – 3:12
8. Light in Your Eyes (inedito) – 4:02
9. If It Makes You Happy – 5:25
10. The Difficult Kind – 6:20
11. Picture (Kid Rock feat. Sheryl Crow) – 4:58
12. Steve McQueen – 3:26
13. A Change Would Do You Good – 3:51
14. Home – 4:51
15. There Goes the Neighborhood – 5:04
16. I Shall Believe – 5:38
17. The First Cut Is the Deepest (Country version, bonus track) – 3:44

## Classifiche
| Classifica (2003) | Posizione massima |
| ----------------- | ----------------- |
| Austria           | 12                |
| Belgio (Fiandre)  | 20                |
| Canada            | 2                 |
| Danimarca         | 35                |
| Germania          | 17                |
| Italia            | 71                |
| Giappone          | 11                |
| Norvegia          | 9                 |
| Nuova Zelanda     | 6                 |
| Paesi Bassi       | 72                |
| Spagna            | 94                |
| Regno Unito       | 2                 |
| Stati Uniti       | 2                 |
| Svezia            | 26                |
| Svizzera          | 7                 |